# J. C. Serroni
José Carlos Serroni, mais conhecido como JC Serroni (São José do Rio Preto, 9 de maio de 1950) é um arquiteto brasileiro, considerado um dos principais cenógrafos e figurinistas do país. Também é artista plástico, já tendo realizado exposições individuais e participado de diversas exposições coletivas.

## Formação
Formou–se em arquitetura pela Faculdade de Arquitetura e Urbanismo da Universidade de São Paulo (FAU-USP) em 1977. No período de 1977 a 1982, foi cenógrafo-figurinista e um dos coordenadores do Departamento de Cenografia e Arte da R.T.C – Rádio e Televisão Cultura de São Paulo, onde realizou inúmeros projetos de cenografia e figurinos, como: Teatro 2, Telecurso 2ºgrau, Musicais, Shows, Tele-Aulas, Tele-Contos, etc. Realizou também, como cenógrafo free lancer, alguns projetos para a TV Globo e para a MTV – São Paulo.
Serroni fez sua tese de graduação com o tema Cenografia e Arquitetura de Edifícios Teatrais. Realizou entre os anos de 1985 e 1990 inúmeras consultorias para diversos espaços teatrais por todo o país, contratado pela FUNDACEN (Fundação de Artes Cênicas) do Ministério da Cultura do Brasil.

## Principais projetos
Desde 1989 realiza projetos de arquitetura e consultorias para elaboração de edifícios teatrais. Entre outros, participou dos projetos: Novo Teatro Oficina – SP, reformas dos Teatros Paulo Eiró e Artur Azevedo, Teatro do SESC – Vila Mariana, Teatro do SESC de Araraquara, Teatro do SESC Pinheiros, Reforma do Teatro São Pedro de SP, Teatro da Orquestra Sinfônica de Porto Alegre, Teatro do Colégio Santa Cruz, Teatros dos Centro Educacional Unificado – CEU da Prefeitura de São Paulo, Espaços Teatrais do Complexo do antigo presídio do Carandiru, etc. Foi coordenador em junho de 1992, no Rio de Janeiro, do 1º Encontro Internacional de Arquitetura Cênica no projeto Resgate e Desenvolvimento de Técnicas Cênicas promovido pela O.E.A. no Centro Técnico de Artes Cênicas do I.B.A.C.
Participou das Quadrienais de Cenografia, Indumentária e Arquitetura Teatral de Praga, República Tcheca, nos anos de 1987, 1991, 1995, 1999 e 2003. Em 1987 foi o Comissário Geral do Brasil na exposição e recebeu uma das 03 Menções Honrosas do júri internacional, entre mais de 40 países participantes. Na Quadrienal de 1991 expôs os trabalhos realizados no C.P.T. (SESC) durante os anos de 1987 a 1991. Em 1995 recebe o grande prêmio da Quadrienal: a 'Golden Triga', conferida por um júri internacional que contava com a presença, entre outros, de Mel Gusson (EEUU), Jaroslav Malina (Rep. Tcheca), Iain Mackintosh (UK), Helmut Grosser (Alemanha), etc. Em 1999, também foi o Comissário Geral tendo recebido a medalha de ouro pelo conjunto dos projetos apresentados na Seção de Arquitetura Teatral. No ano de 2003 participou de todas as secções tendo sido também o Comissário Geral do Brasil.
Participou da XX e XXI Bienal de São Paulo com instalações de cenografia e figurinos. Participou também de diversos festivais internacionais de teatro com espetáculos do Grupo Macunaíma, sendo sempre o responsável pela cenografia e figurinos. Entre outros destacam-se: Festival de Toga no Japão, Festival de Seul, durante as Olimpíadas de 1988, Festival Cervantino do México, Festival de Cádis (Espanha), Summer Festival de Nova Iorque, Summer Festival da Alemanha, Festival de Caracas, Festivais de Londrina, Belo Horizonte, Curitiba e Porto Alegre no Brasil, Festival de Hong Kong, etc.
Em Julho e Agosto de 1997 participou do programa  People to People sediado pela República Popular da China, coordenado pela USSIT (EUA) – Meeting de discussão de Arquitetura Teatral, Cenografia, Figurinos, Iluminação Cênica e Produção Teatral, nas cidades de São Francisco (EUA) e Beijing, Nanjing, Souzhou e Shanghai (China).
Recebeu diversos prêmios em cenografia e figurinos no Brasil, dos quais podemos citar: APCA, MAMBEMBE, GOVERNADOR DO ESTADO, SHELL, PANANCO, Prêmio APETESP e por quatro vezes o Prêmio Molière, considerado um dos mais importantes do teatro no Brasil, além de prêmios internacionais, tais como o Association of Hispanic Critics of New York e da  ITI – Associação Internacional de Críticos de Teatro da América Latina.
Participou de exposição sobre cenografia em 1993 durante o congresso da OISTAT em Caracas, juntamente com os cenográfos Joseph Svoboda da República Tcheca e Lopes Mancera do México.

## Antunes Filho e o CPT
Coordenou por dez anos, de 1987 a 1997, o núcleo de cenografia e figurinos do C.P.T. – Centro de Pesquisa Teatral do SESC, dirigido por Antunes Filho. Ali, realizava anualmente um curso de cenografia, além de todos os cenários e figurinos das montagens do C.P.T.
Em 2003 volta a trabalhar com o diretor Antunes Filho na montagem de “Gregório”  que estreou em 2004, em seguida faz os figurinos para o espetáculo Carmen e Cenografia e figurinos para o Espetáculo Antígona de Sófocles no Teatro Anchieta do SESC Consolação.
Em maio de 1998, inaugurou o Espaço Cenográfico, que reúne seu atelier e diversas atividades relacionadas à cenografia e arquitetura cênica abertas ao público, tais como biblioteca especializada, exposições, publicação de um boletim informativo sobre o assunto e um disputado curso anual.

## Trabalhos como cenógrafo
Foi responsável pela cenografia nas produções e adaptações brasileiras de espetáculos tais como Calderon (Teatro Stabile di Torino/Luca Ronconi), Anthony and Cleopatra (Vanessa Redgrave), Ascensão e Queda de Arturo Ui (Berliner Ensemble/Heiner Müller), Festival de Cultura Indiana com Madhavi Mudgal.
J.C.Serroni já realizou cenografia e figurinos para dezenas de espetáculos teatrais desde o ano de 1975. Entre eles, destacam-se os seguintes trabalhos: Sonhos de uma Noite de Verão, Hamlet, Macbeth e Rei Lear, de W. Shakespeare; Morte Acidental de um Anarquista e Um orgasmo Adulto Escapa do Zoológico, de Dario Fo; Katastrophe e Dias Felizes, de Samuel Beckett; Tartufo de Molière; Madame Blavatsky de Plínio Marcos; Nelson 2 Rodrigues e Paraíso Zona Norte de Nelson Rodrigues/Antunes Filho; A Morte do Caixeiro Viajante de Artur Miller; Santa Joana de Bernard Shaw; As Raposas do Café de A. Bivar e Celso L. Paulini; Zero de Inácio Loiola Brandão, Ópera dos Três Vinténs e Mãe Coragem de B. Brecht; A Gaivota, de A. Tchecov; Nova Velha Estória, Gilgamesh e Drácula e Outros Vampiros de Antunes Filho, Òpera do Malandro, A Gota D'água e Saltimbancos de Chico Buarque de Holanda e direção de Gabriel Vilella, A Mãe Coragem de Brecht e A Peça sobre o Bebê de E. Albee.
Na área de teatro infanto-juvenil, trabalhou com os mais importantes diretores da área, entre eles Márcio Aurélio, Roberto Lage, Carlos Meceni, Antonio do Vale e Vladimir Capella, na realização de mais de 20 espetáculos.
Realizou projeto de espaços lúdicos como Trenzinho Cenográfico e o Espaço de Aventuras para o SESC Itaquera, Espaço “Stress – Perigo Oportunidade no SESC Consolação, na cidade de São Paulo. Fez projetos para inúmeras exposições teatrais e de arte em geral, entre elas Fernanda En Cena, uma retrospectiva de 50 anos do trabalho da atriz Fernanda Montenegro; O Palco em Cena, no SESC Vila Mariana, em São Paulo; Modos Cenográficos, em Caracas, Rio de Janeiro, Belo Horizonte, São Paulo e Londrina. Realizou a exposição Plínio Marcos – “Um grito de liberdade” no Memorial da América Latina. Por Dentro da Cenografia na Galeria do BNDES no Rio de Janeiro e Pantanal Frente e Verso, uma exposição interativa para o Ministério do Meio Ambiente no Jardim Botânico (RJ) em Junho de 2001 e no Parque do Ibirapuera em Setembro de 2001. No ano de 2001 teve seu trabalho publicado no livro "Stage Design" organizado por Tony Davis para a Editora Rotho Vision, lançado em Londres.
Em 2003 fez o projeto e execução do estande do BNDES na Bienal de Arquitetura de São Paulo e na Feira da Providência no Rio de Janeiro.
Em 2004 recebeu o Prêmio Coca-cola de melhor figurino para o Espetáculo O Gato Malhado e a Andorinha Sinhá, em cartaz no Teatro Imprensa.
Serroni também foi cenógrafo e figurinista na peça "Tristão e Isolda", exibida no teatro popular do SESI em São Paulo, 2007, escrita e dirigida por Vladimir Capella.
Em 2015 após oito anos que o Espaço Cenográfico não recebe nenhum tipo de patrocínio ou apoio cultural, seja por editais ou colaborações espontâneas do setor privado, para sua manutenção. Seu idealizador, o cenógrafo J.C. Serroni vem mantendo algumas atividades gratuitas e os custos fixos da ONG com recursos de suas atividades profissionais e da sua empresa de Cenografia e Arquitetura, JC Serroni Criações Visuais Ltda. Nos últimos anos JC entrou com um grupo de idealizadores no projeto e criação da SP Escola de Teatro que mantém 08 cursos, todos gratuitos (Atuação, Dramaturgia, Cenografia e Figurinos, Iluminação, Direção, Humor, Sonoplastia e Técnicas de Palco). Com sua dedicação à Escola e as dificuldades com patrocínios e apoios, fizeram com que o Espaço Cenográfico entrasse em um período crítico de dívidas e baixa manutenção, estando hoje em vias de encerrar suas atividades e entregar o imóvel, que é alugado.
Em reunião com alguns artistas que passaram pelo Espaço e acompanharam sua trajetória, vislumbramos uma última esperança de ingressar a Instituição em um projeto de “Crowdfunding” que estimularam seu criador e alguns colaboradores a lutar para reerguer a Instituição e colocá-lo de volta no estrito hall de instituições que trabalham em prol da cultura em nossa comunidade.  Além de aluguéis atrasados, com ameaça de ação de despejo e contas administrativas (funcionários, contador, telefones, água, luz, material de consumo, manutenção, etc), o Espaço necessita passar por algumas reformas, além da manutenção do acervo artístico de maquetes e figurinos.